# Physophorina
Physophorina is een geslacht van rechtvleugeligen uit de familie Pneumoridae. De wetenschappelijke naam van dit geslacht is voor het eerst geldig gepubliceerd in 1874 door Westwood.

## Soorten
Het geslacht Physophorina omvat de volgende soorten:
- Physophorina livingstonii Westwood, 1874
- Physophorina miranda Péringuey, 1916